# Brian Krause
Brian Jeffrey Krause (ur. 1 lutego 1969 w El Toro) – amerykański aktor, producent i reżyser telewizyjny i filmowy, znany z roli Leo Wyatta w serialu The WB Czarodziejki.

## Życiorys

### Wczesne lata
Urodził się w El Toro w stanie Kalifornia jako syn Alice i Jeffa Krause. Jego rodzina miała pochodzenie niemieckie. Wychowywał się w Południowej Kalifornii ze starszym bratem Patrickiem. Uczęszczał na zajęcia The Actors Workshop z R. J. Adamsem. W szkole średniej, Krause był gwiazdą drużyny wioślarskiej. Jako nastolatek trenował karate. Początkowo myślał o karierze sportowej, potem postanowił zostać lekarzem. Gdy miał 16 lat, matka namówiła go do wzięcia udziału w castingu do reklamy. Wygrał, a przez następne dwa lata występował w ponad 50-u reklamówkach. W 1987 roku ukończył El Toro High School. Następnie naukę kontynuował w Orange Coast College, gdzie grał w piłkę nożną jako pomocnik i napastnik.

### Kariera
W 1991 otrzymał propozycję zagrania w filmie Powrót do błękitnej laguny, gdzie jego partnerką była Milla Jovovich. Chociaż historia miłości pary nastolatków uwięzionych na bezludnej wyspie niezbyt spodobała się krytykom, stała się dla obojga debiutantów przepustką do Hollywood.
Dołączył do obsady serialu The WB Czarodziejki (1998–2006) jako Leo Wyatt, mąż Piper (Holly Marie Combs) i ojciec Wyatta (Wes Ramsey) i Chrisa (Drew Fuller). Telewidzowie zmusili producenta Aarona Spellinga do częstszego pojawiania się na ekranie jego bohatera. W 2002 zadebiutował także jako scenarzysta i napisał scenariusz dwudziestego odcinka serialu Czarodziejki.

## Życie prywatne
8 lipca 1995 ożenił się z Beth Bruce, z którą ma syna Jamena (ur. 1996). W 2000 doszło do rozwodu. Spotykał się z aktorką Alyssą Milano (2001). Grywa w golfa lub bierze udział w wyścigach samochodowych.
31 października 2010 w Los Angeles został aresztowany za pijaństwo i zakłócanie porządku.

## Filmografia

### Filmy fabularne
- 1991: Powrót do błękitnej laguny jako Paddy Lestrange / Richard Lestrange Jr.
- 1991: Grudzień jako Tim Mitchell
- 1991: An American Summer Joey
- 1991: CBS Schoolbreak Special: American Eyes (TV) jako Matt Henderson
- 1991: Anioł na ziemi (Earth Angel, TV) jako Mike
- 1992: Lunatycy jako Charles Brady
- 1993: Klub łgarzy (The Liars' Club) jako Pat
- 1994: Bandzior i karuzela srebra (Bandit: Bandit's Silver Angel, TV) jako Lynn
- 1994: Bandzior i ślicznotka (Bandit: Beauty and the Bandit, TV) jako Lynn
- 1994: Bandzior, Bandzior! (Bandit: Bandit Bandit, TV) jako Lynn
- 1994: Bandzior rusza na szlak (Bandit: Bandit Goes Country, TV) jako Lynn
- 1994: Album rodzinny (Family Album, TV) jako Greg Thayer
- 1995: Nagie dusze (Naked Souls) jako Edward
- 1995: Piąta Aleja 919 (919 Fifth Avenue) jako Court Van Degen
- 1995: Uwolnić się (Breaking Free) jako Clay Nelson
- 1996: Flirt ze śmiercią (Mind Games) jako Matt Jarvis
- 1996: Śmiercionośna skała (Within the Rock) jako Luke Harrison
- 1998: Get a Job jako Mike
- 1999: Trash jako Will Fowler
- 1999: Dreamers jako Pete
- 2000: Zabawa (The Party) jako mąż
- 2001: Powrót do kryjówki nad jeziorem (Return to Cabin by the Lake) jako Mike Helton
- 2005: Pissed jako Jay
- 2006: To Kill a Mockumentary jako Danson
- 2007: Devil’s Diary (TV) jako ks. Mark Mulligan
- 2008: Starcie w przestworzach (Warbirds) jako Jack Toller
- 2008: Jack Rio jako Billy Rafferty
- 2009: Bez wyjścia (Nowhere to Hide) jako Edward Crane
- 2010: Cyrus jako Cyrus Dancer
- 2013: Święta za dolara (Christmas for a Dollar) jako William Kamp

### Seriale TV
- 1989: Autostrada do nieba jako chłopiec
- 1990: Ann Jillian jako Tom
- 1993: Opowieści z krypty jako Tex Crandell
- 1995: Strażnik Teksasu (Walker, Texas Ranger) jako Billy Kramer
- 1997-98: Inny świat jako Matthew Cory
- 1998-2006: Czarodziejki jako Leo Wyatt
- 2007: CSI: Kryminalne zagadki Miami – odc. Cyber-lebrity jako Robert Whitten, trener drużyny łuczniczej
- 2008: Podkomisarz Brenda Johnson (The Closer) jako Tom Merrick
- 2008: Mad Men jako Kess
- 2011: Castle jako ks. Aaron Low
- 2018: Dynastia (Dynasty) jako George